# L'auto, c'est la loi
 (juillet 2020).
Pour plus de détails, voir Fiche technique et Distribution.
L'auto, c'est la loi (There Auto Be a Law en anglais) est un cartoon américain Looney Tunes de 1953 réalisé par Robert McKimson. 